# 市立加西病院
市立加西病院（しりつかさいびょういん）は、兵庫県加西市にある市立の病院である。

## 沿革
- 1953年10月12日 - 北条町富田村組合立国保北条病院が開院。
- 1967年4月 - 北条町と加西町と泉町が合併し加西市となり、加西市民病院と改称。
- 1974年9月17日 - 現在地に新築移転し、市立加西病院と改称。
- 1985年8月 - 総合病院の承認を受ける。

## 診療科
- 内科
- 呼吸器内科
- 消化器内科
- 循環器内科
- 外科
- 整形外科
- 耳鼻咽喉科
- 産婦人科
- 小児科
- 泌尿器科
- 眼科
- 精神科
- 皮膚科
- 神経内科
- 放射線科
- 麻酔科
- リハビリテーション科

## 交通アクセス
- 北条鉄道北条町駅から市内循環バスで約5分。
- 中国自動車道加西ICから約5分。
- 山陽自動車道加古川北ICから約13分。